# Nacogdoches
Nacogdoches [ˌnækəˈdoʊtʃɨs] är administrativ huvudort i Nacogdoches County i Texas.  Enligt 2010 års folkräkning hade Nacogdoches 32 996 invånare.

## Kända personer från Nacogdoches
- Clint Dempsey, fotbollsspelare
- Albert Thomas, politiker